# Trianthema patellitecta
Trianthema patellitecta är en isörtsväxtart som beskrevs av A.M. Prescott. Trianthema patellitecta ingår i släktet Trianthema och familjen isörtsväxter. Inga underarter finns listade i Catalogue of Life.